# 에일리언 (파일 변환기)
에일리언(Alien)은 각기 다른 리눅스 패키지 포맷 간 변환을 제공하는 컴퓨터 프로그램으로, 개발자는 Joey Hess이며 현재의 유지보수자는 Kyle Barry이다.

## 사용법
에일리언의 샘플 사용법은 다음과 같다:
$ alien --to-rpm --scripts ./mypkg.deb
이것은 mypkg.deb을 mypkg.rpm으로 변환한다.